# Зотов, Михаил Егорович
Михаил Егорович Зотов (1903—1980) — советский работник сельского хозяйства, Герой Социалистического Труда.

## Биография
Родился в 1903 году в селе Нармонка Тетюшского уезда Казанской губернии Российской империи, ныне Тетюшского района Республики Татарстан.
До Великой Отечественной войны был тружеником местной сельхозартели «Новый мир», члены которой избрали его председателем. С началом войны ушёл на фронт, домой вернулся с боевыми наградами и вновь стал колхозным руководителем. Во время нелёгкой весны 1947 года выполнили задание — засеяли 50 гектаров горохом. Осенью этого же года на заготовительные пункты только сортовых семян было отправлено 3000 центнеров, а валовой сбор зерна на 16,5 % превысил показатель, достигнутый в лучшем предвоенном году. Хороших результатов добились и животноводы колхоза — был перекрыт план роста поголовья крупного рогатого скота, овец, свиней и птицы. Весной 1948 года председателю колхоза «Новый мир» Михаилу Зотову и звеньевой Клавдии Линьковой было присвоено звание Героев Социалистического Труда, а 24 труженика сельхозартели были награждены орденами и медалями.
До 1954 года Михаил Егорович возглавлял хозяйство, затем вышел на пенсию.
Скончался в 1980 году. Похоронен на кладбище с. Нармонка.

## Награды
- В 1948 году М. Е. Зотову было присвоено звание Героя Социалистического Труда с вручением ордена Ленина.
- Также был награждён медалями.